# جوردن كورتني-بيركنز
جوردن كورتني-بيركنز (بالإنجليزية: Jordan Courtney-Perkins)‏ هو لاعب كرة قدم أسترالي في مركز الدفاع، ولد في 6 نوفمبر 2002 في أستراليا. لعب مع نادي بريزبان رور.

## وصلات خارجية
- جوردن كورتني-بيركنز على موقع قاعدة بيانات كرة القدم.إي يو (الإنجليزية)
- جوردن كورتني-بيركنز على موقع Soccerbase.com (لاعب) (الإنجليزية)
- جوردن كورتني-بيركنز على موقع Soccerway.com (الإنجليزية)
- جوردن كورتني-بيركنز على موقع عالم كرة القدم.نت (الإنجليزية)